# Françoso
Françoso, właśc. Antonio Benedicto Françoso (ur. 12 marca 1941 w São Paulo) – piłkarz brazylijski, występujący na pozycji napastnika.

## Kariera klubowa
Françoso występował we Fluminense FC.

## Kariera reprezentacyjna
W 1959 roku Françoso uczestniczył w Igrzyskach Panamerykańskich, na których Brazylia zajęła drugie miejsce. Françoso na turnieju w Chicago wystąpił w dwóch meczach z Kubą i Stanami Zjednoczonymi.